# The Meatrix
The Meatrix són uns curtmetratges premiats en diverses ocasions i realitzats en Adobe Flash que critiquen els mètodes de l'agricultura industrial i les granges factoria.
En una fosca sàtira de Matrix, a Leo, un porc en una granja familiar d'aspecte bucòlic, se li apropa Moopheus, un brau antropomòrfic. Moopheus li ensenya a Leo que la granja és una il·lusió i que en veritat està atrapat en una terrorífica granja factoria. Leo i Moopheus llavor treballen per rompre la Meatrix i ajudar els altres a fer el mateix, amb alguna ajuda d'un tercer personatge, Chickity. El curt animal anima als consumidors a comprar aliments procedents de l'agricultura ecològica i carn produïda a l'aire lliure.
The Meatrix ha guanyat diversos premis, incloent el Webby de 2005 i l'Annecy de 2004 Netsurfers Award per curts. Free Range Studios afirma que més de 15 milions de persones han vist The Meatrix i ha sigut doblada o subtitulada a un total de 39 idiomes a més de l'anglès. The Meatrix i les seves dos seqüeles poden ser trobades com a material extra al DVD de Fast Food Nation.